# 2016年リオデジャネイロパラリンピックのフェロー諸島選手団
2016年リオデジャネイロパラリンピックのフェロー諸島選手団（2016ねんリオデジャネイロパラリンピックのフェローしょとうせんしゅだん）は、2016年9月7日から9月18日までブラジルのリオデジャネイロで開催された2016年リオデジャネイロパラリンピックフェロー諸島選手団の名簿。

## 選手団
- 人員: 選手 1人
- 開会式旗手: クリスタ・ムシュクレ

## 種目別選手・スタッフ名簿及び成績

### 競泳
- クリスタ・ムシュクレ
  - （女子50m自由形 S10 運動機能）32秒54 予選敗退
  - （女子100m自由形 S10 運動機能）1分12秒34 予選敗退
  - （女子400m自由形 S10 運動機能）5分18秒50 予選敗退